# 石坂真奈美
石坂 真奈美（いしざか まなみ、1986年4月22日 - ）は、日本の女子体操競技選手。東京都出身。藤村女子高等学校、国士舘大学体育学部体育学科卒業、上越教育大学大学院修了。朝日生命体操クラブ出身。得意種目はゆか。コーチは塚原千恵子。

## 経歴
- 1990年、4歳で体操を始める。
- 2002年 - 全日本選手権で初優勝し、一躍注目を集める。
- 2003年 - 世界選手権では平均台でまさかの落下。その後、練習に打ち込んだ結果、力強い演技を取り戻し[独自研究?]、同年の全日本選手権では個人総合で連覇を達成。
- 2004年 - アテネ五輪に出場。しかし、あと一歩のところで個人総合決勝進出を逃す。
- 2006年 - NHK杯では加納弥生（1979年～1982年）、小菅麻里（1990年～1993年）に次いで史上3人目の大会4連覇を達成。世界選手権では精彩を欠き、目標としていた個人総合決勝進出を逃したが、アジア大会（ドーハ）では団体の銅メダル獲得に貢献した。
- 2007年 - NHK杯個人総合で9位と精彩を欠き、クラブの後輩でもある鶴見虹子に敗れ大会史上初の5連覇を逃し、悔し涙を見せた。世界選手権の代表からは漏れたが、ユニバーシアード代表には選出された。全日本選手権では個人総合で椋本啓子、上村美揮と同点で2位に入賞した。
- 2008年 - NHK杯個人総合で12位に終わり、2大会連続でのオリンピック出場はならなかった。同年9月に行われたインカレ（くまがやドーム）女子個人総合で初優勝を飾った（詳細）[リンク切れ]。
- 2009年 - 3月に国士舘大学を卒業。4月に上越教育大学大学院に在籍。同時期に左足首靭帯を負傷したことが原因で、翌年の全日本選手権の出場権を失い、「目標がなくなった」ことを理由に同年10月の新潟国体を最後に現役を引退した（国体で引退することは既に決めていたことだという）。その後、結婚、出産、離婚を経て、2014年4月から古巣の朝日生命体操クラブでコーチに就任し、後進の指導をしていた。
- 2016年 - 10月に全日本シニア選手権に選手として7年ぶりに復帰を果たし、同大会の女子個人総合で5位入賞を果たした[1][2]。
- 2020年10月20日  - 独立起業し、自身で『マナジス体操教室』を東京都東大和市立野にオープン。